# Conseil pour les collèges et universités chrétiens
Le Conseil pour les collèges et universités chrétiens (anglais : Council for Christian Colleges and Universities) ou CCCU est une organisation internationale qui regroupe des collèges et universités chrétiens évangéliques. Son siège se situe à Washington, aux États-Unis.

## Histoire
L'organisation a été fondée en 1976 par le Christian College Consortium, une organisation chrétienne évangélique américaine de collèges, sous le nom de Coalition for Christian Colleges,. En 1999, elle avait 94 écoles membres et elle a pris le nom de Council for Christian Colleges and Universities. En 2023, le CCCU comptait 185 membres dans 21 pays.

## Programmes
L’organisation participe à divers plaidoyers pour la liberté religieuse, l’éducation en prison, l’immigration et l’aide financière pour les étudiants à faible revenu.

## Affiliations
L’organisation est membre du Conseil évangélique pour la responsabilité financière .

## Controverses
En 2015, 5 universités ont quitté le conseil en raison de la décision de deux écoles d’autoriser l’embauche de personnel gay. Ces deux dernières ont également quitté le conseil en raison de la controverse. L’organisation a répondu en adoptant une politique d'adhésion qui contient une clause affirmant son attachement au mariage chrétien entre un homme et une femme.